# Playhouse Disney
Playhouse Disney – dawna nazwa międzynarodowego bloku telewizyjnego emitującego produkcje Disneya. Blok zajmował się produkcją własnych seriali (Playhouse Disney Series). W 2006 nadawanie rozpoczęła wersja polska. W 2011 roku rozpoczął się światowy rebranding stacji na Disney Junior. W Polsce blok Disney Junior istniał jeszcze tylko do końca marca 2013.
W polskim bloku Playhouse Disney/Disney Junior emitowane były seriale:
- Złota Rączka
- Klub przyjaciół Myszki Miki
- Leniuchowo
- JoJo z cyrku
- Mali Einsteini
- Opowieści z Kręciołkowa
- Przystanek dżungla
- Imagination Movers
- Zajączkowo
- Agent Specjalny Oso
- Stanley
- Moi przyjaciele – Tygrys i Kubuś
- Timmy i przyjaciele
- Jake i piraci z Nibylandii (Disney Junior)
- Ul (Disney Junior)
- Kubusiowe przygódki (Disney Junior)
- 101 dalmatyńczyków (Disney Junior)
- Klinika dla pluszaków (Disney Junior)

Inne programy Playhouse Disney emitowane na innych stacjach telewizyjnych:
- I pies, i wydra (TVP1)
- Kubusiowe opowieści (TVP1)
- Stacyjkowo (TVP1, MiniMini+, TVP ABC)
- Charlie i Lola (CBeebies)
- Supercyfry (CBeebies)
- Olinek Okrąglinek (TVP1, MiniMini)
- Niedźwiedź w dużym niebieskim domu (TVP1, MiniMini)
- Bracia Koala (CBeebies, TVP1, TVP ABC, MiniMini)
- Nowe przygody Kubusia Puchatka (TVP1, Puls 2), później był emitowany również w Disney Junior.

## Lista wszystkich Playhouse Disney
| Data startu | Data zakończenia                                                                                        | Miejsce | Stacja                                        |
| --- | --- | --- | --------------------------------------------- |
| Ameryka Północna (zrebrandingowano kanały Playhouse Disney na Disney Junior)                                                         | | |                                               |
| 8 maja 1997 | 13 lutego 2011                                                                                          | Stany Zjednoczone | Playhouse Disney USA                          |
| 30 listopada 2007 | 5 maja 2011                                                                                             | Kanada | Playhouse Disney Channel Kanada               |
| Afryka | | |                                               |
| 25 września 2006 | obecnie                                                                                                 | Benin, Burkina Faso, Gambia, Ghana, Gwinea, Gwinea Bissau, Liberia, Mali, Niger, Nigeria, Senegal, Sierra Leone, Wyspa Świętej Heleny, Wyspa Wniebowstąpienia i Tristan da Cunha, Togo, Republika Zielonego Przylądka, Wybrzeże Kości Słoniowej | Playhouse Disney Afryka Południowa            |
| Azja i Pacyfik (zrebrandingowano kanały Playhouse Disney na Disney Junior)                                                           | | |                                               |
| 1 stycznia 1994 | 7 maja 2011                                                                                             | Indonezja, Brunei, Tajlandia, Kambodża, Singapur, Filipiny, Wietnam, Korea Południowa | Playhouse Disney Azja                         |
| 8 czerwca 1996 | 28 maja 2011                                                                                            | Australia, Nowa Zelandia | Playhouse Disney Australia                    |
| 18 kwietnia 2006 | 25 maja 2011                                                                                            | Indie | Playhouse Disney Indie                        |
| Europa | | |                                               |
| 29 września 2000 | 6 maja 2011                                                                                             | Wielka Brytania, Irlandia | Playhouse Disney UK                           |
| 2 listopada 2002 | obecnie                                                                                                 | Francja | Playhouse Disney Francja                      |
| 3 sierpnia 2008 | obecnie                                                                                                 | Hiszpania | Playhouse Disney Hiszpania                    |
| 1 lutego 2003 | obecnie                                                                                                 | Włochy | Playhouse Disney Włochy                       |
| 2004 | 14 lipca 2011                                                                                           | Niemcy, Austria, Szwajcaria | Playhouse Disney Niemcy, Austria i Szwajcaria |
| październik 2006 | 10 września 2011                                                                                        | Norwegia, Szwecja, Finlandia, Dania | Playhouse Disney Skandynawia                  |
| 26 grudnia 2006 (jako blok programowy na Disney Channel jako playhouse disney) 1 czerwca 2011 (jako Disney Junior jako osobny kanał) | 1 czerwca 2011 (jako Disney Junior) 6 marca 2013 (zakończenie bloku playhouse Disney na Disney Channel) | Polska | Playhouse Disney Polska                       |
| 29 kwietnia 2007 | obecnie                                                                                                 | Turcja | Playhouse Disney Turcja                       |
| 8 września 2007 | obecnie                                                                                                 | Portugalia | Playhouse Disney Portugalia                   |
| 19 września 2009 | obecnie                                                                                                 | Czechy, Słowacja | Playhouse Disney Czechy i Słowacja            |
| 19 września 2009 | obecnie                                                                                                 | Węgry | Playhouse Disney Węgry                        |
| 19 września 2009 | obecnie                                                                                                 | Rumunia | Playhouse Disney Rumunia                      |
| 19 września 2009 | obecnie                                                                                                 | Bułgaria | Playhouse Disney Bułgaria                     |
| 11 sierpnia 2010 | 31 lipca 2011                                                                                           | Ukraina | Disney Junior Ukraina                         |
| 12 sierpnia 2010 | obecnie                                                                                                 | Rosja, WNP, Litwa, Gruzja, Azerbejdżan | Playhouse Disney Rosja                        |
| 1 listopada 2012 | obecnie                                                                                                 | Kazachstan | Disney Junior Kazachstan                      |
| Ameryka Południowa (zrebrandingowano kanały Playhouse Disney na Disney Junior)                                                       | | |                                               |
| 1 czerwca 2002 | obecny                                                                                                  | Gwatemala, Kostaryka, Paragwaj, Nikaragua, Honduras, Argentyna, Meksyk, Ekwador, Kolumbia, Wenezuela, Chile, Peru, Salwador | Playhouse Disney Channel Ameryka Łacińska     |
| 5 września 2008 | obecny                                                                                                  | Brazylia | Playhouse Disney Brazylia                     |